# Susan Davis
Susan Carol Alpert Davis (Cambridge, 13 aprile 1944) è una politica statunitense, membro della Camera dei Rappresentanti per lo stato della California dal 2001 al 2021.

## Biografia
Nata nel Massachusetts in una famiglia di origini ebree russe, Susan Davis studiò all'Università della California - Berkeley e all'Università della Carolina del Nord a Chapel Hill per poi divenire un'assistente sociale.
Entrata in politica con il Partito Democratico, nel 1994 fu eletta all'interno dell'Assemblea generale della California, dove restò per i successivi sei anni.
Nel 2000 si candidò alla Camera dei Rappresentanti contro il deputato repubblicano in carica Brian Bilbray e riuscì a sconfiggerlo. Negli anni successivi fu rieletta per altri nove mandati, finché nel 2020 annunciò il proprio ritiro e fu succeduta da Sara Jacobs.
Durante la sua permanenza ventennale al Congresso, Susan Davis è stata un membro della New Democrat Coalition.